# Allophylus lopezii
Allophylus lopezii är en kinesträdsväxtart som beskrevs av Merrill. Allophylus lopezii ingår i släktet Allophylus och familjen kinesträdsväxter. Inga underarter finns listade i Catalogue of Life.